# Вальтер Денен
Вальтер Денен (нім. Walter Dehnen) — німецький астроном, спеціаліст із зоряної динаміки. Працює в Інституті астрономічних обчислень в Гайдельберзькому університеті.

## Біографія
Вальтер Денен здобув ступінь доктора філософії в Гейдельберзькому університеті в 1994 році, захистивши під керівництвом Ортвіна Герхарда дисертацію «Динамічні моделі для еліптичних галактик». Потім працював постдоком в Оксфордському університеті, Інституті астрономії імені Макса Планка в Гайдельберзі і Потсдамському астрофізичному інституті Лейбніца. 2003 року став лектором, а 2006 — професором у Лестерському університеті у Великій Британії. З 2018 по 2020 рік він був запрошеним професором у Мюнхенському університеті Людвіга-Максиміліана. 2020 року став керівником дослідницької групи в Інституті астрономічних обчислень в Гайдельберзі.

## Наукові результати
Денен досліджував динаміку еліптичних галактик, а пізніше — Чумацького Шляху. Він виявив існування багатьох рухомих груп зір в околицях Сонця за даними космічного телескопу «Гіппаркос» і започаткував їхню інтерпретацію як резонансів з обертанням бару Чумацького Шляху.
Брав участь у багатьох дослідженнях динаміки галактик й акреції газу на надмасивні чорні діри. Започаткував кілька широко застосованих чисельних удосконалень у гідродинаміці згладжених частинок і задачі N тіл.
Займався динамічною структурою Чумацького Шляху, захопленням міжзоряних об'єктів у Сонячну систему, динамікою ядер зоряних скупчень навколо надмасивних чорних дір.

## Дивіться також
- Класифікація Габбла
- Крива обертання галактики
- Орбітальний резонанс
- Акреційний диск
- Чорна діра зоряної маси
- Чорна діра середньої маси